# سباستین ساموئلسون
سباستین ساموئلسون (انگلیسی: Sebastian Samuelsson؛ زادهٔ ۲۸ مارس ۱۹۹۷) ورزشکار دوگانه اهل سوئد است.